# Mösjön (Vena socken, Småland, 636969-150928)
Mösjön är en sjö i Hultsfreds kommun i Småland och ingår i Viråns huvudavrinningsområde.